# Miguel Trovoada
Miguel dos Anjos da Cunha Lisboa Trovoada (São Tomé, 27 de desembre de 1936) és un polític africà que fou Primer Ministre (1975–1979) i President (1991–2001) de São Tomé i Príncipe. El 16 de juliol de 2014, fou nomenat Representant Especial del Secretari General de les Nacions Unides i Cap de l'Oficina Integrada de Consolidació de la Pau de les Nacions Unides a Guinea Bissau (UNIOGBIS). Abans d'això, va ser el secretari executiu de la Comissió del Golf de Guinea.

## Biografia
Nascut a la ciutat de São Tomé, Trovoada va estudiar l'ensenyament secundari a Angola i es llicencià en dret a la Universitat de Lisboa. El 1960 va fundar amb el seu antic company de classe Manuel Pinto da Costa i Guadalupe de Ceita, el Comitè d'Alliberament de São Tomé i Príncipe (CLSTP) que el 1972 fou reanomenat Moviment per l'Alliberament de São Tomé i Príncipe. Operant des del seu centre d'operacions a Gabon, Trovoada va exercir com a cap de relacions exteriors del moviment de 1961 a 1975 i fou decisiu perquè l'Organització per a la Unitat Africana (OUA) reconegués el MLSTP el 1972.
Després de la caiguda del règim de l'Estat Nou a Portugal després de la revolució dels Clavells, Trovoada exercí com a primer ministre de São Tomé i Príncipe (12 de juliol de 1975 - març de 1979). Però les relacions entre el president i el primer ministre aviat es deterioraren, que va culminar el 1979, quan el president da Costa va abolir el càrrec de primer ministre. Alguns mesos més tard, Trovoada va ser acusat de conspirar contra el govern. Després de ser arrestat i empresonat 21 mesos, Trovoada es va exiliar a França. Al maig de 1990, després de l'adopció d'una constitució democràtica, va tornar al seu país fill i va fer campanya per ser elegit president.
El 1991 Trovoada va ser elegit president en la primeres eleccions presidencials multipartidistes; va ser reelegit el 1996. La primera vegada que va participar en les eleccions no era un membre de cap partit polític, però al final del seu primer mandat va formar part d'un nou partit polític, l'Acció Democràtica Independent (ADI). El seu govern fou interromput breument per un cop d'estat del 15 d'agost de 1995 al 21 d'agost de 1995.
El mandat presidencial de Trovada acabà el 3 de setembre de 2001 quan Fradique de Menezes va jurar el càrrec com a cap d'estat. El 21 de gener de 2009 va ocupar el càrrec com a Secretari Executiu de la Comissió del Golf de Guinea. El seu fill Patrice Trovoada també és polític i va servir com a Primer ministre de São Tomé i Príncipe en 2008.